# スタンレー・ホー
スタンレー・ホー（漢字：何鴻燊、英語: Stanley Ho、1921年11月25日 - 2020年5月26日）は、香港、マカオの実業家。
香港およびマカオ等において多数の土地を所有すると同時に、娯楽、観光、船舶、不動産、航空、銀行など、多種にわたるビジネスを展開している。実に35年以上に亘ってマカオのギャンブル産業界に君臨し続けており、同国におけるカジノの経営権を長年独占していたというその様態をもって、時に「ギャンブルの帝王」、「マカオの盟主」、「カジノ王」などと渾名されることもある。

## 人物
マカオのカジノ運営権を2002年まで独占していた「マカオ旅行娯楽会社(澳門旅遊娛樂股份有限公司、Sociedade de Turismo e Diversões de Macau）」の経営者であり、マカオで最も富裕な人物であると同時に、アジアにおける上位富豪の一人に数えられ、雑誌フォーブスの2006年度世界長者番付において、世界で59番目の長者に選ばれている。その収入はマカオのGDPのおよそ三分の一を構成するとされ、また、2003年度に納めた税額はマカオ政府の歳入の30%に達した。
ホーはマカオとともに中華人民共和国の特別行政区となった香港に在住し、第9期・第10期・第11期全国政治協商会議常務委員）などの役職を務めている。香港市場への支配力もかなりの部分に及んで強力なものであるとされ、北朝鮮、ベトナム、フィリピンなどでの投資も場合により活発に行っている。

## 来歴

### 生い立ち
曾祖父は広東省出身の女性と結婚したユダヤ系オランダ人。その息子の一人がジャーディン・マセソン商会総買弁の何東（ロバート・ホー・トン卿）で、スタンレー・ホーの大伯父にあたる。スタンレー・ホーは、何東の弟である何福の孫。
何東一族は英領香港時代における四大一族のひとつで、スタンレー・ホーは13人兄弟の9番目として生まれる。生家は富豪だったが、ホーが13歳のときに父が株価暴落などの影響で多くの資産を失う。その結果2人の兄が自殺した上、父は家族を見捨てて蒸発。母と2人の姉とともに残され、急速に生活が苦しくなった。この経験から金持ちになることを目指す。
香港の名門高等学校皇仁書院に学んだ。在学前半における成績は芳しくなかったが、次第に向上、ついには奨学金を得て1939年に香港大学へ進学。専攻に加えて英語、日本語、ポルトガル語を学んだことで、これらを流暢に話すことができるようになった。ここで得たビジネスについての知識は後の実業家としての活動の上での大きな糧となったが、第二次世界大戦の勃発により学業の中断を余儀なくされた。

### 実業家としての台頭
1941年12月に行われた第二次世界大戦中の日本軍による香港の占領に伴う、一族の財産の喪失をきっかけとして単身で中立国であるポルトガルの植民地であるマカオへと移り、日本人経営の貿易会社で事務の仕事を始めた。母語、英語、日本語、ポルトガル語という4つの言語の能力を生かして働き、瞬く間に経営者の信頼を得るとともに、会社の重要な位置に就いた。21歳のときであった。
ある時、自身の担当する船が武装した集団による攻撃を受けた。武装集団は船を占拠。船はその時30万ドルを積んでいた。今の価値に換算すると数百万ドル相当の金である。悶着する中で、武装集団が金の方を見た瞬間、その者に向かって突進し、銃を取り上げ、集団から船の主導権を取り戻したのであった。この一件は経営者からの絶大な信頼を得るきっかけとなり、その後の海上貿易での大成功につながるものとなった。やがてその傑出した実績により100万ドルのボーナスを得る。
1943年に、100万ドルを用いて香港における投資を始める。当時、香港の建設産業は急成長中の分野であった。ここに目をつけ、香港に灯油関連会社と建設会社を設立。これにより大きな利益を上げることとなった。

### カジノ王へ

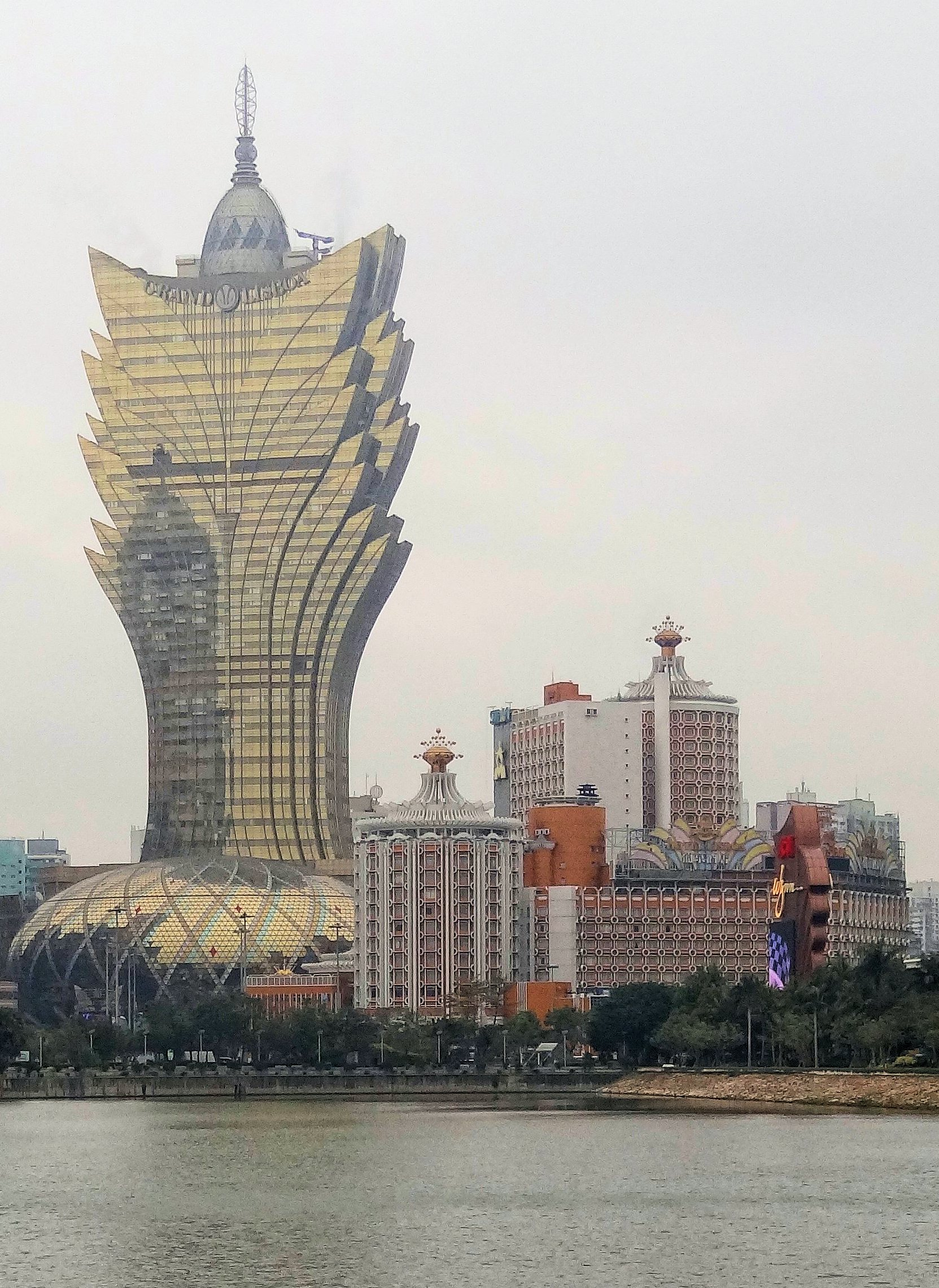
ホテル・リスボア（右）とグランド・リスボア（左）

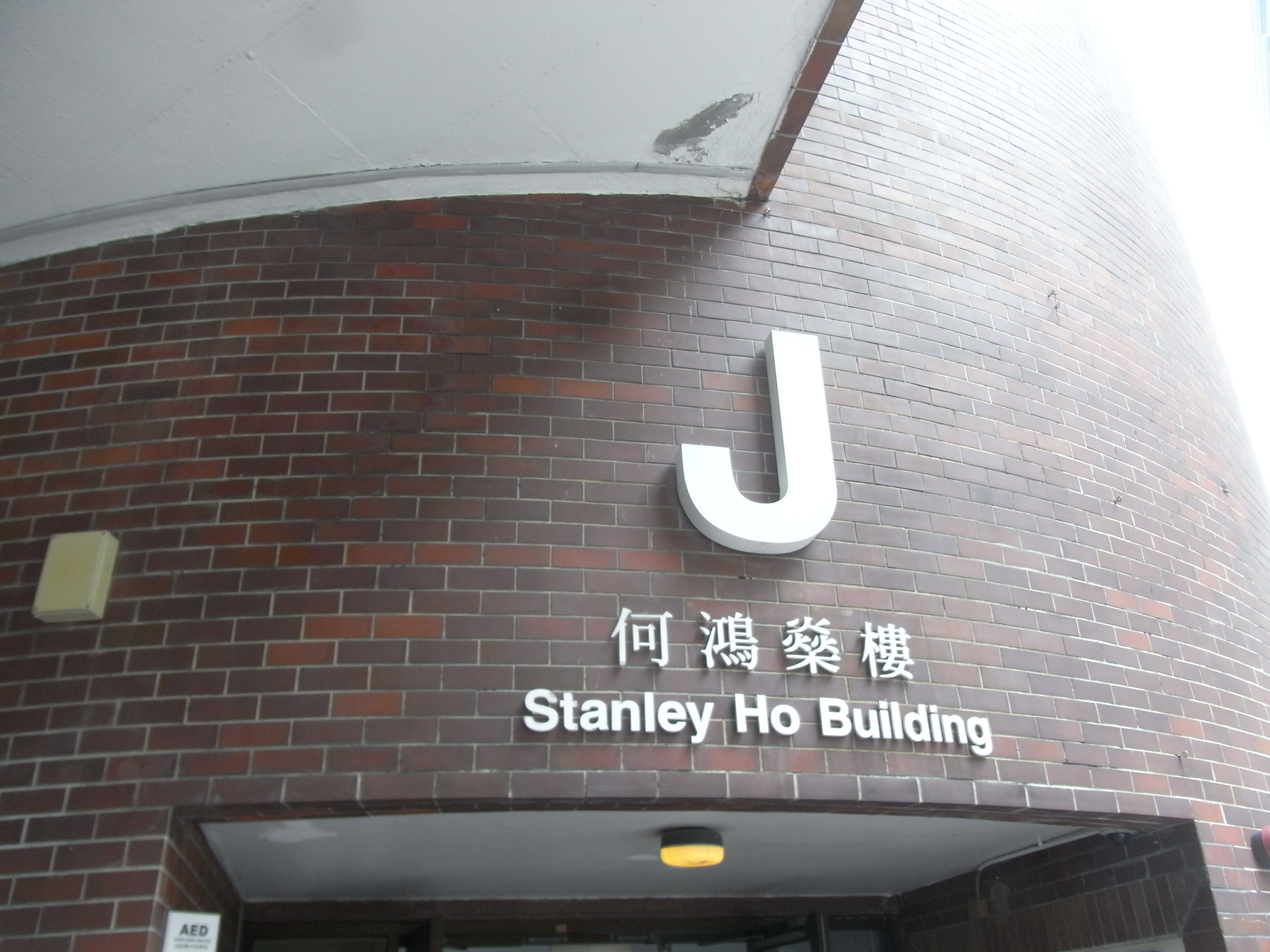
Stanley Ho Building, 香港理工大学

1962年には、盟友の霍英東、妹スージー・ホーの夫テディ・イップ、そして当時のギャンブル界の大物であったイップ・ホンの協力を背後に、マカオにおけるギャンブル権を獲得。観光客の誘致のため、ホテル・リスボアをはじめとするホテルの建設や港の整備、香港とマカオとを結ぶ高速艇（TurboJET）の整備などを行い、やがてその後30年のうちに、得たギャンブル権を独占的に用いつつ、さしたる変哲もないポルトガルの一植民地に過ぎなかったマカオを東洋一のギャンブルの街に育て上げた。
アジア通貨危機の禍を受ける直前の1997年には、自身の経営するマカオ旅行娯楽会社の売上高は20億ドルに達していた。1999年にマカオが中国に返還され、スティーブ・ウィンのウィン・リゾーツやシェルドン・アデルソンのラスベガス・サンズ、カーク・カーコリアンのMGMミラージュなどの参入で独占的ギャンブル権を喪失するも、グランド・リスボアなどの主要なカジノのオーナーとして君臨した。
2020年5月26日、香港で死去。その後、中央政府はマカオにおけるカジノの取り締まり強化に動き、生前に政界との良好な関係を築いたその手腕が改めてクローズアップされることとなった。

## 家族
4人の妻との間に17人の子供をもうけた。
第一夫人はマカオの弁護士貴族の黎婉華で、1942年に結婚、一子と三娘をもうけた。1981年に息子ロバート・ホー（何猷光）がポルトガルにおける交通事故で死去。黎婉華は2004年に死去した。
第二夫人は日中戦争に参加した中国軍人の娘藍瓊珱で、1962年に結婚、一子と四娘をもうけた。カナダに在住していたが2022年に死去。娘の一人であるパンジー・ホー（何超瓊）は、グループの持ち株会社である信徳集団有限公司の総経理を務めるなど、最有力の後継者といわれている。また、もう一人の娘であるジョシー・ホー（何超儀）は香港の人気歌手である。
第三夫人は黎婉華の看護婦陳婉珍で、1985年に出会い、一子と二娘をもうけた。かつては、病院などを経営する慈善団体東華三院の副総理を務めていた。なお、現在、スタンレーと陳婉珍の息子オーランド・ホー（何猷啟）が、東華三院の総理を務めている。また、娘の一人で実業家である娘ローリンダ・ホー（何超蓮）は、中国の有名俳優ショーン・ドウと結婚した。
第四夫人は広州のダンサー梁安琪で、1988年に出会い、三子と二娘をもうけた。

## 関連書籍
- 楊中美（著）、青木まさこ（訳）『ゴッドギャンブラー マカオカジノ王スタンレー・ホー』日本僑報社、2004年10月1日、ISBN 4-931490-91-3 - 日本初のスタンレー・ホー伝。